# Romanian Agricultural Research
Romanian Agricultural Research is een Roemeens, aan collegiale toetsing onderworpen wetenschappelijk tijdschrift op het gebied van de landbouwkunde. De naam wordt in literatuurverwijzingen meestal afgekort tot Rom. Agric. Res.